# Bianchi 4 HP
Der Bianchi 4 HP ist ein Pkw-Modell. Hersteller war Bianchi aus Italien.

## Beschreibung
Das Fahrzeug wurde im Februar 1900 im Bianchi-Verkaufskatalog aufgeführt. Dort wurde es als richtiges Auto („Vetture“) bezeichnet, im Gegensatz zum schwächeren Bianchi 2 ¼ HP, der „Vetturette“ genannt wurde. Der Motor war offensichtlich im Heck eingebaut. Es ist ein wassergekühlter Motor mit 4 PS Leistung angegeben. Sehr wahrscheinlich sei der Motor von De Dion-Bouton gekommen, als mögliche Alternative nennt die Quelle Ateliers de Construction Mécanique l’Aster. De Dion-Bouton bot selber kein Auto mit einem 4-PS-Motor an.
Das Fahrzeug wog 300 kg. Es bot Platz für drei Personen. Nachfolger wurde der Bianchi 4 ½ HP.